# Vergiß Paris
Vergiß Paris (Originaltitel: Forget Paris) ist eine US-amerikanische Filmkomödie aus dem Jahr 1995. Regie führte Billy Crystal, der zusammen mit Lowell Ganz und Babaloo Mandel auch das Drehbuch schrieb.
Der von Billy Crystal verkörperte Mickey Gordon will den letzten Wunsch seines Vaters erfüllen und ihn in französischer Erde begraben. Als er am Flughafen die von Debra Winger verkörperte Ellen Andrews kennenlernt, verliebt er sich in sie. Ihre schnell geschlossene Verbindung bleibt nicht ungetrübt.

## Handlung
Der Basketballschiedsrichter Mickey Gordon fährt nach Frankreich, um seinen Vater zu begraben. In Paris lernt er die Angestellte einer Fluglinie Ellen Andrews kennen. Mickey und Ellen werden ein Paar.
In einem Restaurant warten Mickeys Freunde auf ihn. In der Wartezeit erzählen sie den weiteren Verlauf der Geschichte, der in Rückblenden gezeigt wird. Die Beziehung von Ellen und Mickey kriselt. Ellen verlangt von Mickey, dass er nach Dallas umzieht, wo ihr ein neuer Job angeboten wurde. Da er sich weigert, offenbart sie, dass sie zwischen Dallas und Paris wählen könne. Wenn sie alleine fahren solle, ziehe sie lieber nach Paris um.
Eine der Freundinnen telefoniert mit Ellen und gewinnt den Eindruck, dass sie sich in Paris einsam fühlt.
Mickeys Freunde fragen den Kellner nach dem Ende des Spiels, nach dem Mickey ins Restaurant kommen sollte. Einer der Gäste war Zuschauer des Spiels, er erzählt, dass er Unglaubliches gesehen habe. In einer weiteren Rückblende wird gezeigt, dass Mickey das Spiel verlassen und nach Paris fahren will. In diesem Augenblick taucht Ellen auf. Mickey verspricht ihr, nach Dallas, Paris oder wohin sie wolle zu ziehen. Er und Ellen küssen sich inmitten des Spielfeldes.
Am Ende kommen Mickey und Ellen zusammen ins Restaurant.

## Kritiken
James Berardinelli lobte auf ReelViews die Darstellung von Debra Winger und kritisierte die Darstellung von Billy Crystal. Er schrieb, der Film enthalte einige Elemente eines Filmdramas, und Billy Crystal solle sich bei den Filmdramen weder als Regisseur noch als Schauspieler betätigen. Das Zeigen diverser Phasen der Entwicklung einer Beziehung verglich Berardinelli mit dem Film Der Stadtneurotiker.
Roger Ebert schrieb in der Chicago Sun-Times vom 19. Mai 1995, der Film sei ein Versuch, den Erfolg der Komödie Harry und Sally zu wiederholen. Er beschrieb den Film als „wundervoll“ („this is a wonderful film“) und bescheinigte ihm einige romantischen Szenen sowie lustige Gags.

„Beschwingte Beziehungskomödie, die dort erst richtig anfängt, wo sonst der Vorhang fällt. Zugunsten einer effektvollen Inszenierung werden allerdings Zwischentöne schnell an den Rand gedrängt und allzu beliebige Gags aneinandergereiht.“

## Auszeichnungen
Der Synchronsprecher der italienischen Sprachversion Luca Biagini, der die Dialogteile von Billy Crystal sprach, gewann im Jahr 1996 den Preis von Sindacato Nazionale Giornalisti Cinematografici Italiani.
Die Deutsche Film- und Medienbewertung FBW in Wiesbaden verlieh dem Film das Prädikat besonders wertvoll.